# Ангара, Эдгардо
Эдгардо Хавьер Ангара (филипп. Edgardo Javier Angara; 24 сентября 1934, Балер – 13 мая 2018, провинция Кавите) – филиппинский политический и государственный деятель, сенатор,  юрист.

## Биография
До 1958 года изучал право в университете Филиппин. Продолжил учёбу в школе права Мичиганского университета.
Во время учебы в университете участвовал в молодёжном движении.
Его политическая карьера началась в 1971 году, когда он был избран самым молодым делегатом Конституционного собрания. В 1972 году основал юридическую фирму ACCRA, которая стала одной из самых заметных юридических фирм в стране.
С 1981 по 1987 год занимал пост президента Университета Филиппин, завоевав известность на национальном уровне, превратив государственный университет в главный центр высшего образования страны.
В июне 1987 года впервые был избран в Сенат, членом которого был до июня 1998 года. За это время с января 1993 по август 1995 года занимал пост президента Сената Филиппин.
Левоцентристский политик. С 1992 по 2004 год – председатель оппозиционной партии «Борьба демократических филиппинцев» (Laban ng Demokratiekong Pilipino, LDP).
Впоследствии с 1995 по 1996 год – лидер оппозиционного меньшинства.
С 1998 г. руководил Филиппинским национальным банком. В 1999–2001 гг. занимал пост министра сельского хозяйства Филиппин. 
В январе 2001 года был назначен Исполнительным секретарём (Вице-президентом Филиппин).
В 2001–2013 гг. вновь заседал в Сенате страны.
В мае 2017 года президент Родриго Дутерте назначил Ангару специальным посланником Филиппин в Евросоюзе.
Умер от сердечного приступа. Похоронен в родном городе Балер.